# Retaules de l'Hospital de la Caridad (Illescas)
Els Retaules per al Hospital de la Caridad, a Illescas (província de Toledo) formen part d'un important conjunt d'arquitectura i escultura en fusta, i de pintura en llenç, obra d'El Greco, realitzada entre 1603 i 1605. Degut a profundes desavinences entre el mestre cretenc i els administradors d'aquesta institució, hi va haver uns plets que van acabar amb la seva ruïna econòmica, i que segurament també li van causar un gran desànim personal.

## Introducció
L'església del Santuario de Nuestra Señora de la Caridad fou construïda sota la dirección de Nicolás de Vergara el Mozo entre 1592 i 1600. El Greco va signar el contracte per a les obres de l'altar major el 18 de juny de 1603, amb el compromís de tenir-lo acabat abans del 31 d'agost de l'any següent, festa de la miraculosa imatge de la Verge de la Caritat. Aquest document no es conserva, però sí que es conserva la ratificació de l'encàrrec, en el qual signen com a contractants Domingo Griego y Jorge Manuel "pintores".
Presumiblement, El Greco ja havia realitzat per aquest santuari el llenç Sant Ildefons, l'extraordinària qualitat del qual va determinar l'adjudicació del posterior contracte. Entre 1603 i 1605, El Greco va projectar i dirigir tota la decoració de l'església del Santuari, que incloïa el retaule central, quatre retaules laterals, escultures i quatre llenços col·locats en el retaule, la volta i les dues llunetes laterals sobre el retaule central.

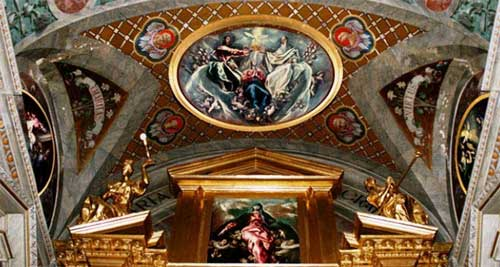
Reconstrucció de l'Àtic i de la Volta sobre l'Àtic, amb còpies del dos llenços d'El Greco que actualment són a altres llocs del mateix Santuari.

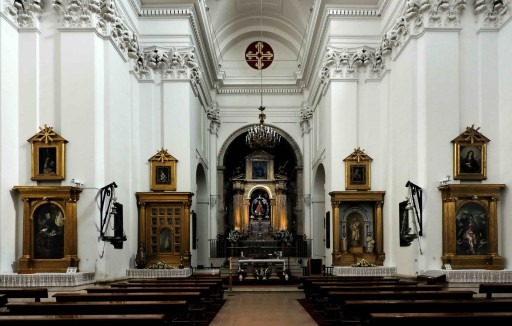
Vista general de l'interior de l'església de l'Hospital de la Caridad de Illescas, amb el Retaule Central i els quatre Retaules laterals.

Aquest conjunt és el més ambiciós dels que va realitzar El Greco. L'escala i l'estil de cadascun dels retaules –especialment el del retaule central– és manierista. Cada retaule és una entitat separada i, tot i que cadascun es relaciona amb els altres, no existeix una subordinació entre les parts que doni la sensació d'amuntegament que caracteritza els retaules barrocs.
Un estudi d'Enriqueta Harris Frankfort interpreta el conjunt del presbiteri com el primer exemple d'obra barroca, en el sentit de que va ser concebut per ser contemplat des d'un sol punt de vista. Harold Wethey hi està en desacord per dos motius. Per una part, Caravaggio ja havia realitzat entre 1600 i 1601 les dues pintures de la Capella Gerasi, a la Basílica de Santa Maria del Popolo, de manera que devíen contemplar-se lateralment, des d'un sol punt de vista. Per altra part, és molt dubtós afirmar que El Greco assolís una concepció barroca, tenint en compte que els seus elements han sigut canviats de lloc, o bé han estat destruïts i/o substituïts per còpies.

## Programa iconogràfic

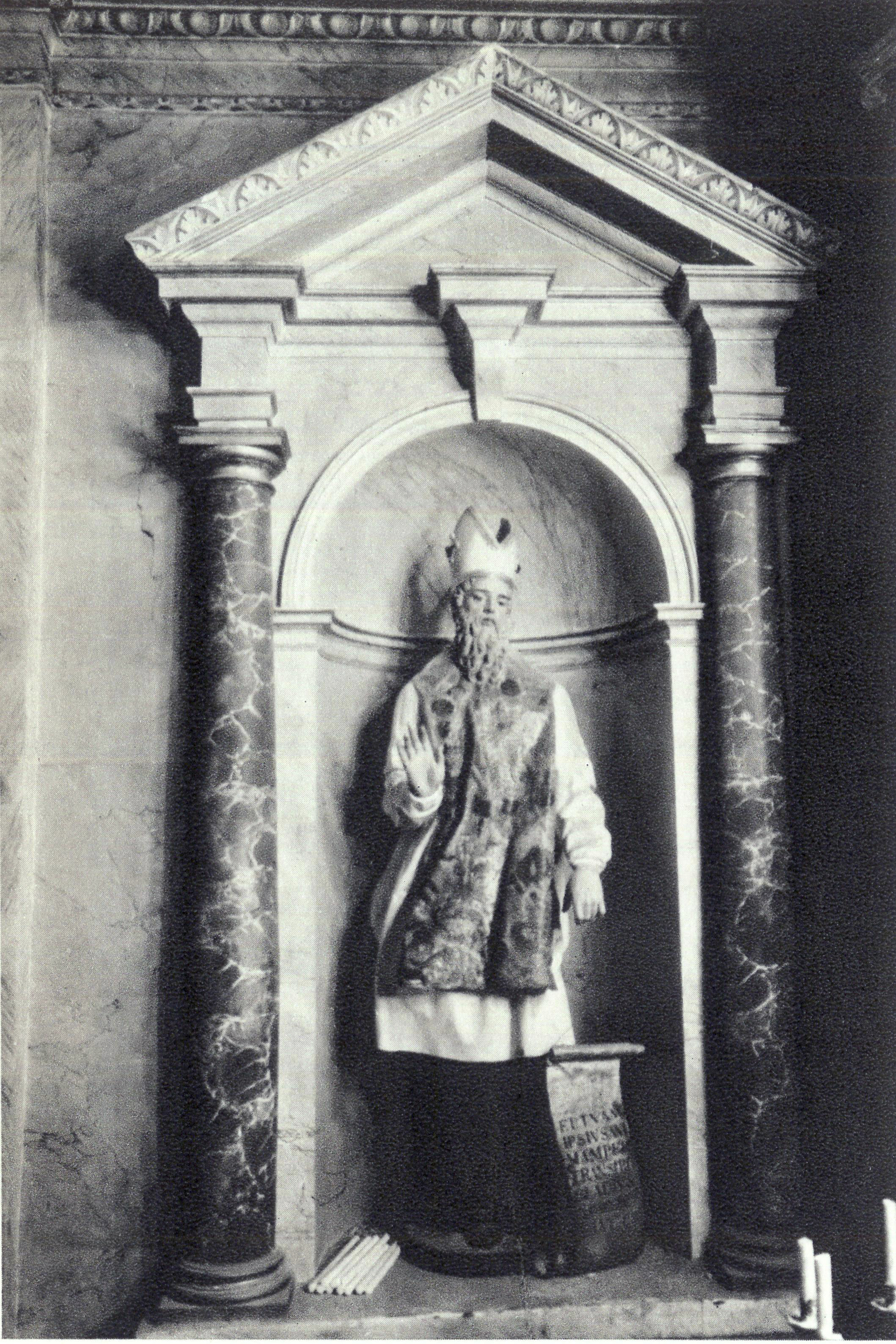
Fotografia antiga de la Imatge d'Isaïes, a una fornícula de la paret del Costat de l'Epístola, perpendicular al Retaule Central.

El programa iconogràfic era complex, però d'una enorme coherència, i girava al voltant de la imatge miraculosa de la Verge, que centra el gran retaule, allotjada en una fornícula sota un arc de mig punt. Al frontó triangular sobre el cos principal, es disposava el llenç de La Mare de Déu de la Caritat, i a cada costat hi havia sengles estàtues de la Fe i l'Esperança. D'aquesta manera coronaven el retaule les tres Virtuts teologals, atributs de la Verge, centrant l'atenció de l'espectador sobre l'advocació del santuari.
A la part superior de la volta i a les dues llunetes laterals d'aquesta, hi havia respectivament la La Coronació de la Verge, La Nativitat (lluneta dreta) i L'Anunciació (lluneta esquerra). D'aquesta forma hom remarcava l'íntima relació entre la misericòrdia de la Verge i la seva entronització al Cel.
A cada paret lateral del presbiteri, El Greco va col·locar sengles fornícules d'ordre toscà, per posar-hi una estàtua a cadascuna. Tenen un entaulament partit d'estuc pintat imitant marbre, la qual cosa és un recurs típic de l'època manierista.
Amb aquest disseny de la volta superior i les parets laterals, El Greco va idear un interessant programa iconogràfic per a cada costat del retaule. Al costat de la dreta per a l'espectador, o Costat de l'Epístola, hi havia l'estàtua d'Isaïes a la fornícula de la paret lateral, i un filacteri amb la llegenda ［Isaïes 7:14］que la connecta a la Nativitat que hi ha sobre seu, remarcant d'un dels Set Goigs de Maria. Al costat de l'esquerra (costat de l'Evangeli) hi havia l'estàtua de Simeó a la fornícula de la paret lateral, i un filacteri amb la llegenda ［Lluc 2:35］que la connecta amb l'Anunciació que té sobre seu, i que parla d'un dels Set Dolors de Maria.
A més de les obres del presbiteri, El Greco va dissenyar els dos retaules laterals interiors i els dos retaules laterals exteriors. Per a aquests darrers va realitzar sengles pintures en una data indeterminada. Possiblement el Sant Ildefons, situat al costat de l'Evangeli sigui anterior a les obres del presbiteri. Al costat de l'Epístola és citat un "Matrimoni de la Verge", que no pot ser El Prometatge de la Verge -avui a Bucarest- perqué ni les dimensions són avinents amb el corresponent retaule, ni l'estil coincideix amb la resta d'obres. En tot cas, aquest darrer llenç havia desaparegut ja l'any 1800. Els retaules laterals exteriors es conserven bé, però els interiors han estat força desvirtuats, tot i que conserven llur estructura original.

## Retaule Major

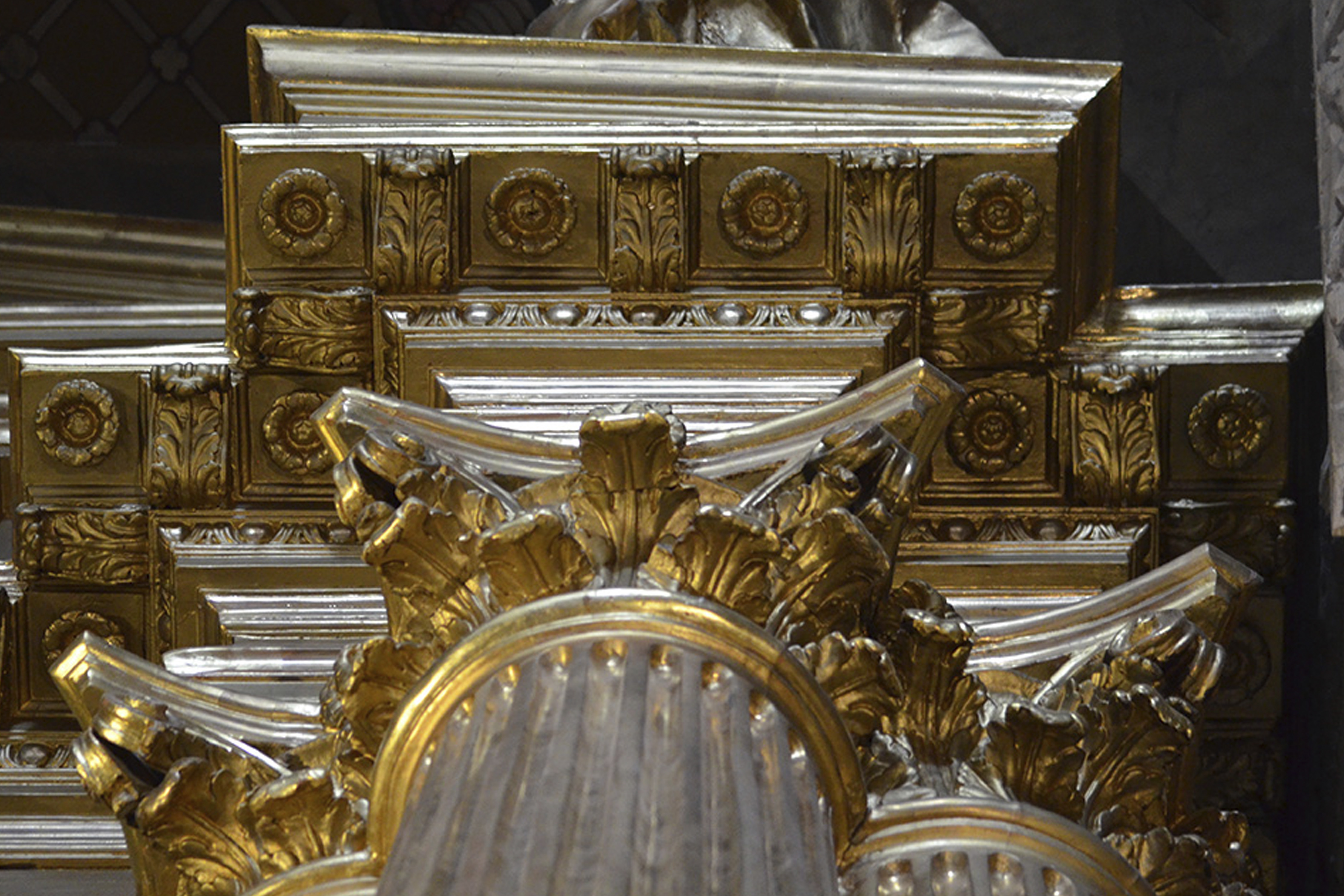
Capitells de les columnes agrupades, i motllures. Tot en fusta daurada, pertanyent a un dels costats del Retaule Principal.a

El retaule major, documentat en 1603-05, és totalment de fusta daurada. A l'arc principal, té columnes corinties a cada costat en l'ordre colosal, capitells jònic-dòrics a l'arc central, i motllures dòriques al coronament. El llenç de L'expulsió dels mercaders té un retaule al fons, gairebé igual que aquest d'Illescas.

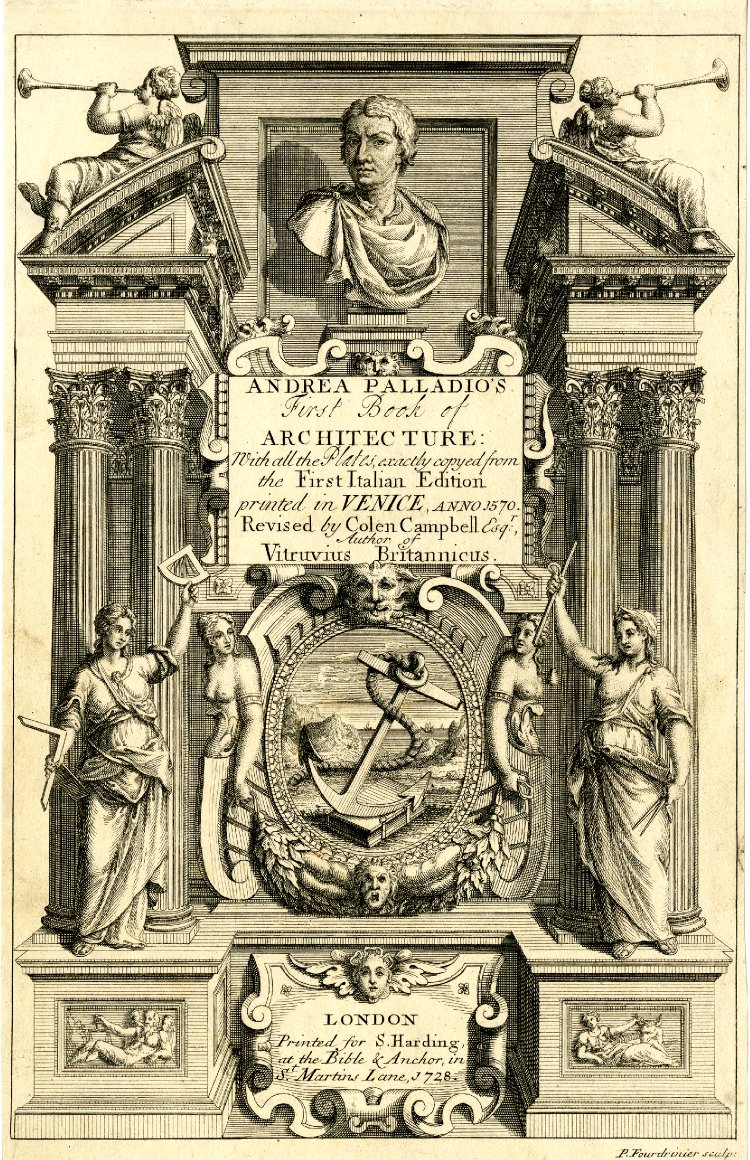
Frontispici de Palladio.

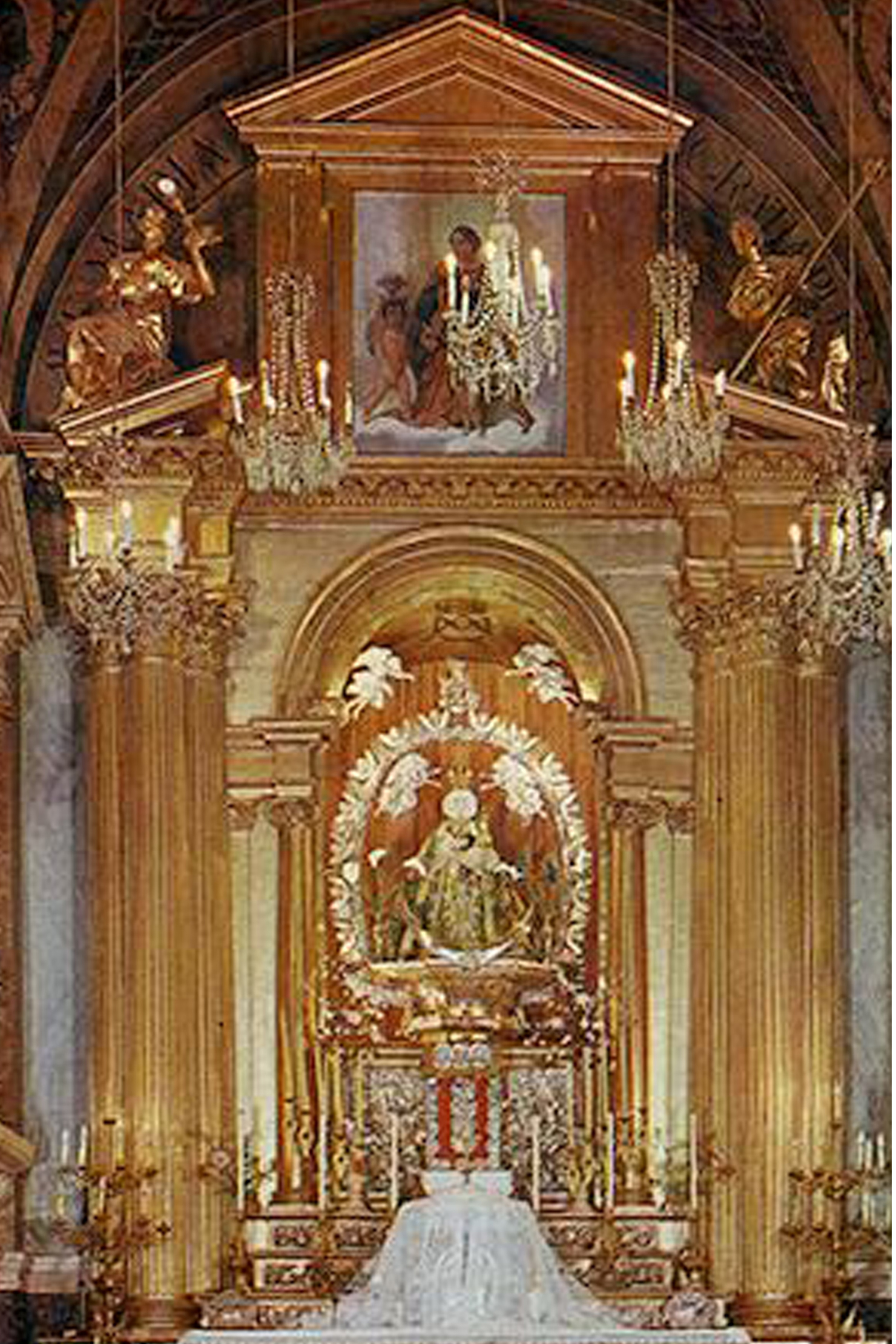
Retaule Principal del Santuari del Hospital de la Caridad d'Illescas.

La col·locació d'un senzill àtic en el frontó partit recorda el Retaule de la Capella de San José, però de fet els dos retaules són força diferents. En canvi, té més elements de contacte amb el frontispici d'Andrea Palladio de l'any 1570, concretament en la ubicació d'un cos superior dins d'un frontó partit, als costats del qual hi ha situades dues figures al·legòriques. També El Greco va seguir a Palladio en el seu ús d'un ordre corinti de tipus colosal, i en l'entaulament amb la cornisa partida. Tanmateix, aquí acaben les similituds entre els dos dissenys, perquè El Greco va agrupar les columnes corínties de tres en tres, i d'aquesta forma va assolir un efecte audaç i monumental, insòlit en el concepte de retaule d'aquell període.

### Cambril de la Verge
Darrera la figura de la Verge hi ha un petit cambril,molt simple, gairebé quadrat (2,92 x 2,99 m. i 3,04 x 3,35 d'alçada). Les pilastres dòriques que sostenen el fris i les motllures de la cornisa, així com el recurs d'introduir unes pilastres en cadascun dels quatre costats, apareix també en el presbiteri de l'església. Això fa pensar que aquest cambril, així com també un petit ante-cambril, formava part del primitiu projecte de Nicolás de Vergara el Mozo i són anteriors al disseny d'El Greco.

## Retaules Laterals
Els quatre retaules laterals, fora del presbiteri, són molt més senzills. A diferència d'altres retaules similars d'El Greco, aquests no están coronats per un frontó, sinó per un simple entaulament. Els dos retaules laterals exteriors están flanquejats per columnas jònic-dòriques, mentre que els dos retaules laterals interiors ho están per columnes corínties. Antonio Ponz parla de sis retaules, però els que podrien estar a la paret entre els quatre existents, no hi són.

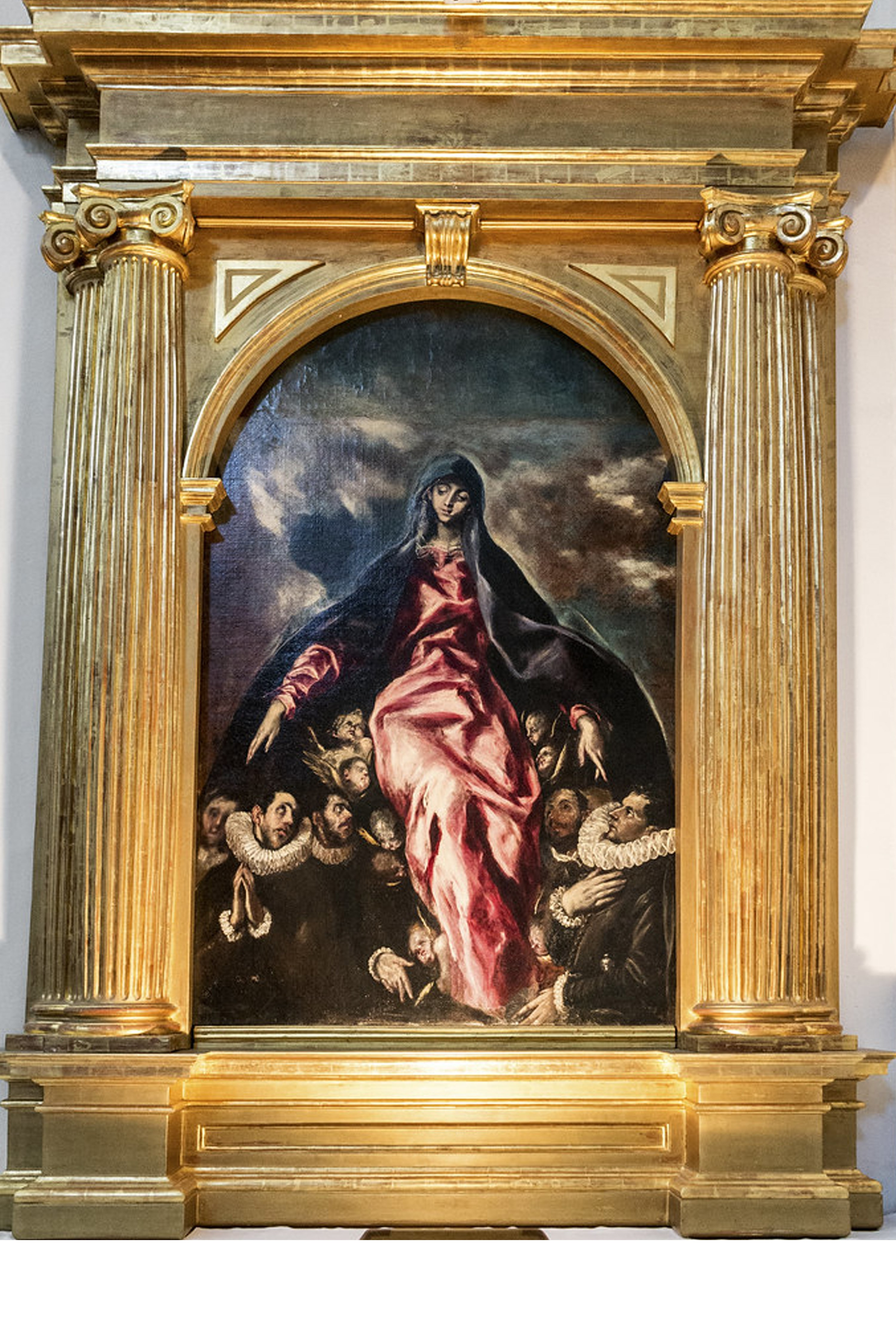
Retaule lateral exterior dret, amb el llenç de la "Verge de la Caritat". El Marc Superior de fusta daurada, no és visible en aquesta fotografia.

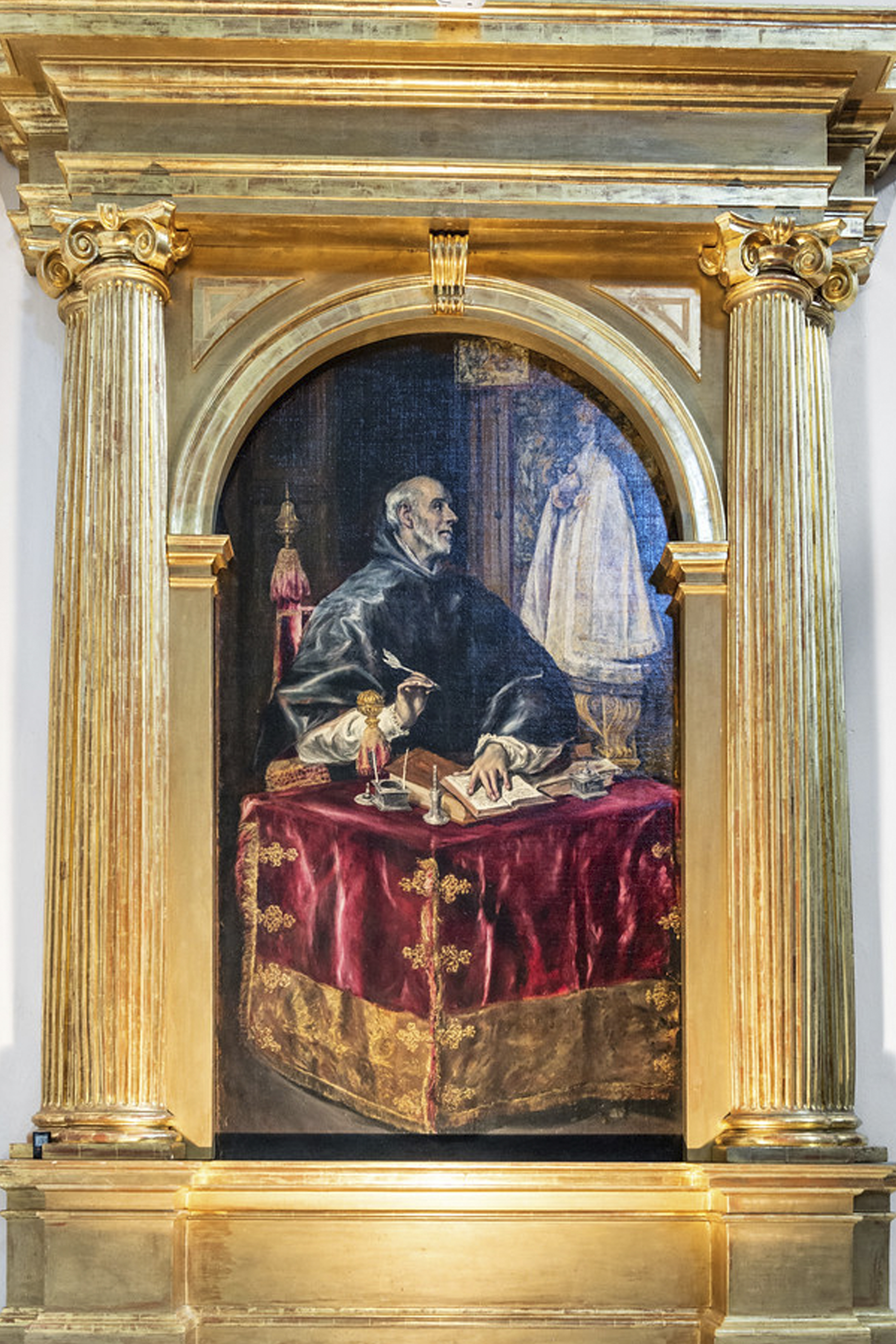
Retaule lateral exterior esquerre, amb el llenç "Sant Ildefons". El Marc Superior de fusta daurada, no és visible en aquesta fotografia.

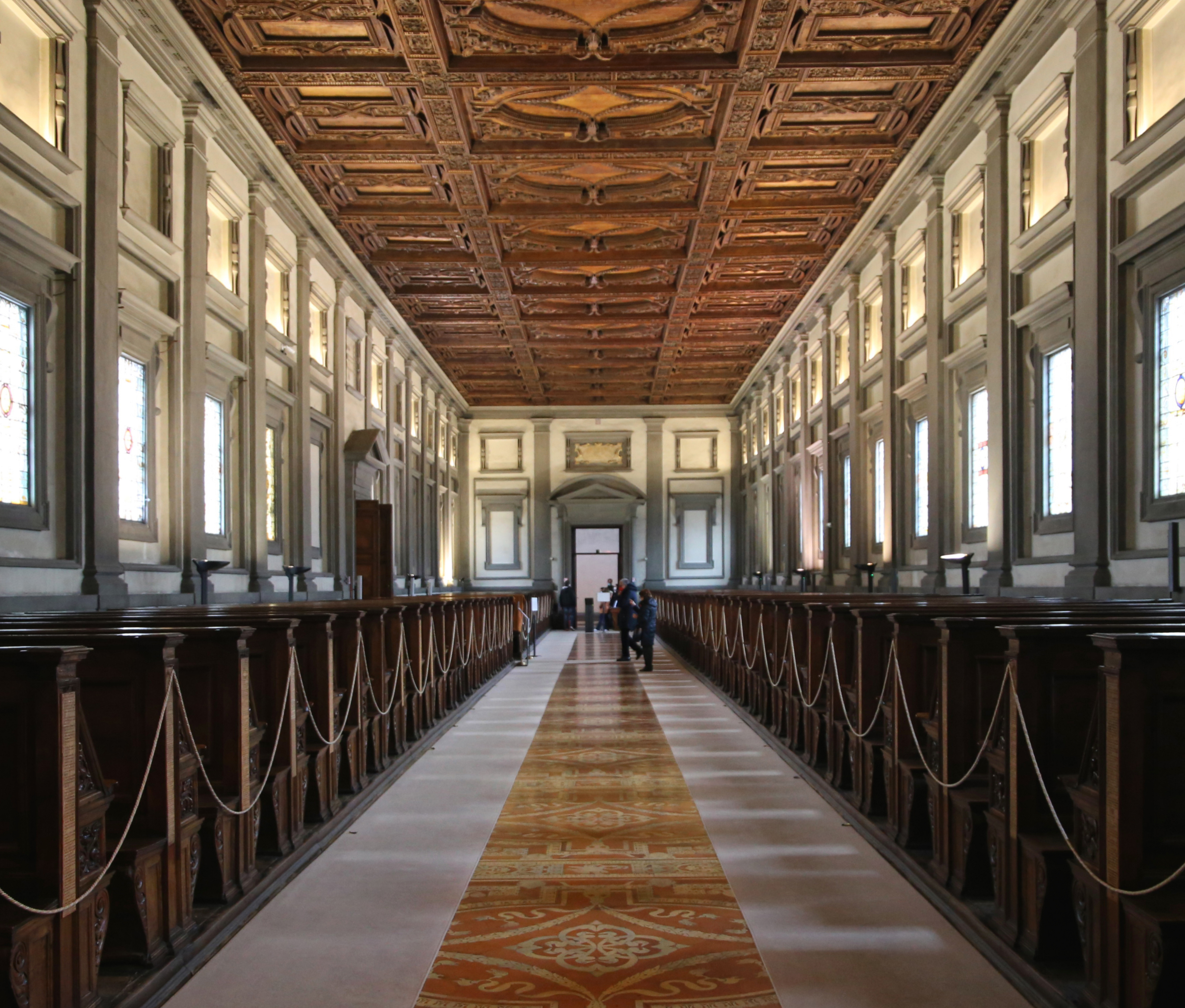
Finestres i requadres superiors de la Biblioteca Laurenciana, possible models per als Retaules laterals amb llurs marcs superiors.

Tot i que no tenen frontó, sobre cadascun dels quatre retaules hi ha un marc rectangular per a un llenç, però sense relació directa amb el retaule. A la part superior de cada marc hi ha un frontó amb una garlanda i els raigs del Sol, però no se sap si formen part del projecte original d'El Greco, o si són provinents d'una restauració del segle xix. Un disseny similar es troba a la Biblioteca Laurenziana de Florència, que El Greco podía haver conegut i dibuixat, tot i que la seva interpretació també podía ser totalment original.

## Estat actual del conjunt
Tot i que el conjunt es conserva en una relativa integritat, el projecte original d'El Greco ha estat considerablement desvirtuat, ja que varis elements han estat canviats de lloc. Altres, lamentablement, han estat destruïts i/o substutuïts per còpies, no sempre situades en el lloc de les peces originals. Ja a principis del segle xx, Manuel B. Cossío denunciava que una restauració matussera havia malmès el conjunt. Les estàtues i l'arquitectura s'havien daurat completament, de forma que s'havia perdut el primitiu estofat, i els llenços de la volta i de les llunetes havien estat arrencats i traslladats a la sagristia. El llenç de l'àtic havia estat traslladat al retaule lateral esquerre, i s'havia pintat matusserament les estàtues de les fornícules laterals, i els murs del presbiteri. Les estàtues de la Fe i de l'Esperança foren destruïdes durant la Guerra Civil Espanyola, i substituïdes per còpies una vegada acabada aquesta.

## Situació dels llenços d'El Greco en el projecte original, i llur situació actual
Els cinc llenços del mestre cretenc es conserven en bastant bon estat, tot i que quatre estan fora del lloc original. Els següents enllaços donen complida informació sobre aquests llenços:
- La Mare de Déu de la Caritat; originàriament a l'àtic de retaule central, entre les estàtues de la Fe i de l'Esperança; actualment al retaule lateral exterior esquerre.
- L'Anunciació; originàriament a la lluneta esquerra; actualment al museu de la sagristia.
- La Nativitat; originàriament a la lluneta dreta; actualment al museu de la sagristia.
- La Coronació de la Verge; originàriament coronava la volta sobre el retaule central; actualment al museu de la sagristia.
- Sant Ildefons: retaule lateral exterior esquerre; roman in situ.